# Le Démocrate
Le Démocrate was een Franstalig Zwitsers dagblad.

## Omschrijving
Het dagblad werd opgericht in 1877 in Delémont door Emile Boéchat. De krant was de spreekbuis van de Association populaire jurassienne, verwant aan de politieke strekking van de radicalen. Als antiklerikaal blad was Le Démocrate de grootste concurrent van het katholiek-conservatieve Le Pays. De banden met de Vrijzinnig-Democratische Partij zouden blijven bestaan tot de jaren 1980. In 1989 werd de meerderheid van de aandelen achter de krant verkocht aan het agentschap Publicitas (40%) en de Kantonnale Bank van Jura (30%). In 1993 kende de krant een oplage van 18.000 exemplaren, doch fuseerde de krant met de voormalige concurrent Le Pays om Le quotidien jurassien te worden.